# Imaculado Coração de Maria
Imaculado Coração de Maria ist eine portugiesische Gemeinde (Freguesia) im Kreis Funchal auf der Insel Madeira. In ihr leben 5627 Einwohner (Stand 19. April 2021).
Imaculado Coração de Maria wurde am 6. Dezember 1955 aus Teilen der Freguesia Santa Luzia gebildet. 